# Церковь Рождества Христова (Ярославль)
Церковь Рождества Христова — недействующий православный храм в историческом центре Ярославля, на берегу Волги. Один из лучших памятников Ярославской школы зодчества и живописи XVII века.

## История
Время основания храма неизвестно. Первое упоминание о нём содержится в сказании об иконе Казанской Богоматери: в 1609 году во время нападения литовских и «тушинских» войск «священницы чюдотворный образ унесли в меншой острог от раззорения ратных, и поставили образ Богоматери в церкви Рождества Христова на Волском берегу».
К югу от церкви в то время располагалась усадьба купцов Назарьевых, получивших в 1613 году царскую жалованную грамоту за большой вклад в оборону Ярославля. В 1634 году Анкидин и Гурий Назарьевы решили вместо деревянного Христорождественского храма возвести каменный, по образцу Николо-Надеинской церкви. Строительство было начато в 1636 году и закончено в 1644 на средства сыновей Гурия. Об окончании построения сообщает изразцовая храмозданная надпись, огибающая наружные стены храма под полукружиями закомар: «Лета 7152 (I644) поставлена сия церковь во имя Рождества Господа Бога и Спаса нашего Иисуса Христа при державе государя царя и великого князя Михаила Федоровича всея России самодержца и при митрополите Варлааме Ростовском и Ярославском, а воздвигнули сию церковь Акиндин по прозванию Дружина да Гурей Назарьевы дети по своим душам и по своих родителях, а совершали церковь сию после отца своего Гурья Назарьева дети его Михайло да Андрей да Иван по своих душах и родителях на воспоминание вечных благ и совершена сия церковь и освящена осьмые тысячи 152 году месяца августа в 28 день на память Моисея Мурина».
Первоначально в храме было четыре предела: два северных тёплых — во имя Николая Чудотворца в подклете и над ним во имя апостолов Петра и Павла в основном храме, и два холодных — в честь персидских мучеников Акиндина, Пигасия, Афония, Елпидифора, Анемподиста на южном окончании галереи, и во имя Иоакима и Анны в диаконнике. Вскоре к юго-западному углу храма пристроили пятый придел — Казанский, устроенный в память о событиях Смутного времени.
Около 1660 года к западу от храма возвели необычную колокольню. В нижнем её ярусе устроили Святые врата с большим и малым проходом на церковную усадьбу, во втором ярусе — надвратный придельный храм во имя Гурия, Самона и Авива с обходной галереей и двумя башенками, на одной из которых были установлены часы, в верхнем ярусе — сама звонница. Колокольня соединялась с храмом двухъярусной галереей, до нашего времени не сохранившейся. Надвратная колокольня была включена в каменную ограду, которая окружала основной храм с северной, западной и южной сторон. Внутри ограды, как значится в Переписной книге Ярославля 1661 года, размещались «пять келий монахинь да келья пономаря».
Гурьевы не пожалели средств и на окончательную отделку храма — в церкви были сделаны кованые железные двери, слюдяные оконницы, из Голландии заказали колокола, с Урала привезли яшмовый пол.
В 1683—1684 годах на средства Ивана Гурьева храм был расписан, о чём на стенах сохранилась надпись: «Всесильного и всемогущего Бога властию и премудростию и промышлением вся премудростне сотворяется и строения небесна вкупе и земная и всякая да свыше от него Вседержителя дается, всякое благое дело устрояется, без него ничто же бысть, тои же и ныне изволи Бог зачата бысть подписывать стенным иконным письмом сия святая церковь Христова Рождества 7191 лета мая 28 дня при державе великих царей Иоанна Алексеевича и Петра Алексеевича всея России самодержцах и при благородных царицах и при благородных царевичах и при Святейшем Патриархе Иоакиме, митрополите Ионе Ростовском и Ярославском совершена сия церковь 192 лета мая 25 дня совершили сию церковь гость Иоанн Гурьев да дети его Михайла да Петр Иоанновы дети Гурьевы». Предполагаемые руководители росписи — ярославские мастера Дмитрий Семёнов и Фёдор Игнатьев.
В начале XVIII века при храме была построена каменная богадельня на средства прихожанина Саввы Романова, в которой призревалось более сорока человек. На средства Алексея и Фёдора Гурьевых установили новый иконостас. В 1750-х позакомарное покрытие церкви заменили на четырёхскатное.
В 1831—1832 годах храм был значительно перестроен: сняли боковые главы, изменили форму средней главы, частично разобрали крыльцо западной галереи и пристроили к ней четырёхколонный портик в классическом стиле, разобрали двухэтажную северную галерею с двумя приделами и возвели на её месте одноэтажный придел во имя Николая Чудотворца (придел Петра и Павла упразднили), заложили проходы под колокольней.
В 1860-е был расписан Казанский придел, обновлена стенопись в алтаре, отреставрированы иконостас и клиросы.
Приход Христорождественской церкви был небольшим: в конце XVIII века в нём было 170 человек, в начале XX века — 153.

### Советское время
В 1918 году храм и колокольня были значительно повреждены в результате артиллерийского обстрела Ярославля Красной армией. В том же году на территории церкви был построен жилой дом, закрывший вид на храм со стороны набережной.
21 сентября 1921 церковь была закрыта советскими властями.
В 1928—1930 годах в храме проводили реставрационные работы: раскрыли проёмы арок галереи подклета Казанского придела, укрепили повреждённую колокольню, раскрыли проходы Святых ворот. В 1929 году церковь Рождества Христова отнесли к высшей категории памятников, как имеющую большое художественное значение и поставили на учёт Главнауки, благодаря чему советские власти её не разрушили, как многие другие ярославские храмы.
С 1930 по 1955 год в храме располагался склад. В одной из палаток подклета хранили азотную кислоту, в другой был устроен хлев, в некоторых помещениях жили люди. Колокольню переделали под жильё — заложили ворота и галерею второго яруса, для вывода печных труб пробили отверстия в стенах, придельный храм разделили на два этажа межэтажным перекрытием. Помещения были освобождены от жильцов в 1966 году.
За это время храм пришёл в плачевное состояние: по стенам и сводам были многочисленные трещины, отсутствовали оконные переплёты на некоторых окнах, кресты на главах, частично уничтожены полы и изразцы, повреждены фрески и иконостас.
В конце 1950-х в церкви начались реставрационные работы по частичному восстановлению изначального облика. В 1959 году разобрали четырехколонный портик XIX века и восстановили крыльцо, в 1962—1963 годах восстановили северный придел, в 1966—1968 провели реставрацию колокольни — раскрыли проезды Святых ворот, арки галереи, восстановили решётки деревянных полотен проездов и кованые металлические двери, в 1966—1973 годах выполнили реставрацию живописи и икон иконостаса.
С 1970 года храмовый комплекс сделали музеем в составе Ярославского музея-заповедника. С 1976 года храм открыли для музейного посещения. В 1980-х года были украдены 6 икон праздничного ряда, что разрушило уникальный художественный ансамбль иконостаса.

## Современное состояние
В настоящее время храм принадлежит музею-заповеднику и доступен только для экскурсионного обслуживания групп по предварительным заявкам за 5 дней.

## Внешний вид
Планировка храма в целом характерна для ярославских церквей XVII века. Основной храм — кубического типа, на подклете, замыкающийся тремя разновеликими апсидами. Крестово-купольный свод опирается на четыре квадратных столба. Куб четверика увенчан массивной луковичной главой (изначально венчание было 5-главым). С трёх сторон четверик окружён двухъярусной галереей, которую с северной и южной сторон завершают одноглавые приделы, увенчанные главками. У юго-западного угла пристроен третий, более крупный придел, также увенчанный главой, дополненный с западной стороны двухъярусной галереей. С западной стороны к галерее храма примыкает высокое крытое крыльцо.
Христорождественская церковь первой в Ярославле была декорирована изразцами. Узкие пояса зеленых «муравленных» изразцов двух видов — с изображением льва и семилепестковой розетки идут по верху среднего барабана и под карнизами апсид, изразцовыми вставками украшено и крыльцо. Редкостью для русского зодчества является изразцовая храмозданная надпись, широкой полосой опоясывающая четверик под арками закомар, в которой сообщается дата постройки церкви и имена храмоздателей.
- Вид с запада
- Вид с юго-запада
- Алтарная сторона Казанского придела
- Вид с северо-востока

С западной стороны от храма расположена высокая шатровая колокольня с двумя арочными проёмами внизу. На втором ярусе она с трёх сторон окружена широкой открытой галереей, замыкающейся на востоке угловыми башнями. Богато декорированная восьмигранная шатровая колокольня увенчана маленькой главкой.
- Вид с запада
- Вид с востока
- Вид с юга

## Внутреннее убранство
Главной святыней прихода была храмовая икона Рождества Христова «древнего письма», происходившая ещё из деревянной церкви, «пред которой усердствуют молебнами многие из беременных женщин, имеющие пребывание как в Ярославле, так и в его окрестностях».
Иконостас, первоначально тябловый, был заменен в XVIII высоким шестиярусным резным в стиле елизаветинского барокко — с пышной резьбой, украшающей прямоугольные рамы, картуши и витые колонки. Особый искусно выполнены царские врата, на створках которых вырезано в высоком рельефе «Сошествие Святого духа на апостолов». На дверях выполнены в той же технике Архангел Гавриил и Богоматерь. Вокруг столбов существовали резные клиросы с восемью фигурами ангелов и серафимов. Иконы иконостаса написаны в первой половине XVII, это единственный сохранившийся в Ярославле цельный ансамбль, выполненный до раскола Русской Церкви.
- Дверь в жертвенник
- Царские врата и иконостас
- Дверь в диаконник

Ансамбль росписи включает в себя живопись основного храма и трех порталов галереи. В центральном куполе изображён Вседержитель с раскрытым евангелием, в простенках между окнами — праотцы. В нижней части барабана — пророки в кругах, скреплённых цветочными розетками. На парусах — евангелисты с символами, на лобовых частях — «Спас на убрусе» и «Благое молчание». На подкупольных арках — «Троица Ветхозаветная с Авраамом и Саррой», «Сошествие св. Духа». На парусах барабанов (разобранных в 1830-е) — апостолы из числа 70, на лобовых частях — херувимы. На юго-западной подпружной арке — «Неверие Фомы», на северо-западной — «Жёны-мироносицы». На своде — «Благовещение» и «Введение во храм» (с апокрифическими сценами), «Рождество Христово» и «Богоявление», символическая композиция «София Премудрость Божия». На подпружных арках — апостолы из числа 12 и числа 70.
Столбы разделены на 4 яруса (нижний декоративный). В верхнем изображены цари и благоверные князья, в среднем — мученики, среди них Пантелеймон Целитель, в нижнем — местночтимые святые и святые-патроны старших поколений семьи Гурьевых: святой Анкидин, святой Иоанн Лествичник, святой Гурий Исповедник и святой Назарий.
Стены церкви разбиты на 8 ярусов. Верхние пять — сюжетные, шестой — широкий декоративный фриз, седьмой — узкая летопись и восьмой — подзор из традиционных полотенец. На западной стене разбивка стен иная, декоративный фриз там отсутствует. Нижний сюжетный ярус вдвое шире обычного, в нём размещены только две крупные композиции. Два верхних яруса (включая люнеты) иллюстрируют земную жизнь Христа и притчи. Третий ярус, посвященный «Страстям и явлениям Христа по Воскресении», исполнен драматического пафоса. Четвертый ярус росписи посвящён различным «чудесам Богородицы».
Большинство сюжетов заимствовано из западных источников: «Чудо Богородицы по Вознесении», «Чудо над умерлым отроком», «О монахе-иконнике Иерониме», «О еврейском отроке, брошенном в печь», «О девице, убившей младенца», «О львах, которые сопровождали богородицу по пути в Египет», "Об Иоанне, из уст которого выросло древо со словами «Радуйся, Мария», «О деве Александре, из-за которой два юноши пали в поединке», «О двух лествицах, ведущих на небо», «О князьях волошских Дерсе и Мерхесе», «О покаявшемся Адельмане», «О блаженном Павле и его ученике», «О трясении земли во Италии», «Об иконе во граде Казани», «О видении Марии Зегнии».
Одной из лучших композиций является «Чудо о монахе Ерониме». Он изображён смиренно сидящим в келье и пишущим икону Богородицы. К нему является дьявол в образе девицы с распущенными волосами и высокой боярской шапке. Красавица заставляет его обокрасть церковь и оборачивается лукавым бесом. Ероним звонит в колокола. Сбежавшиеся монахи привязывают дьявола к столбу. Ярославскому мастеру особенно удался образ дьявола с наглым, улыбающимся лицом, напоминающим древнегреческого сатира.
Шестой ярус южной стены посвящён деяниям и мученическим кончинам 12 апостолов. На северной стене в шестом ярусе иллюстрированы молитва «Отче наш», «Семь таинств» (над порталом) и «Мученическая кончина персидских мучеников Акиндина, Пегасия, Елпидифора и Анемподиста». В шестом ярусе западной стены над порталом написана «Богоматерь Живоносный источник», по сторонам две большие символические композиции: «Хвалите Господа с небес» и «Страшный Суд», где среди грешников, помимо иноземцев, изображены русские в высоких боярских горлатных шапках.
Арки семи больших окон оформлены эмблематическими изображениями ангелов с зерцалами на фоне клубящихся облаков. В арках трёх входных порталов — деисусные композиции из трёх круглых медальонов. В центральном алтаре: в конхе — «О тебе радуется», на стене апсиды — святители, мученики и преподобные, написанные в два регистра, на южной стене — «Достойно есть», на западной стене — «Евхаристия», в арке — «Спас на убрусе и архидьяконы». В жертвеннике: в конхе — «Великий вход», на своде — «Что тя наречем благодатная». В апсиде — избранные святые и синодик (помянник) семьи Гурьевых. Диаконник не был расписан.
Живопись на порталах галереи более всего пострадала от позднейших поновлений клеевыми и масляными красками. Арку входного портала украшает оглавный деисус. На откосах — ангелы, стерегущие вход. По сторонам портала — Иоаким и Анна. В арке южного портала — архангелы со Спасом Эммануилом. По сторонам — преподобные Зосима и Савватий, Сергий и Никон Радонежский. В арке северного — портала Богоматерь Печерская, по сторонам — Антоний и Феодосий.
Приделы Казанский и Анкиндина расписаны в 1860 году клеевой плафонной живописью. В своде Казанского придела — «Коронование Богоматери», на стенах — «Величит душа моя Господа», «Встреча Марии с Елизаветой», «Чудеса Казанской иконы», «Благовещение» и «Рождество», в конхе «Вседержитель», в апсиде — вселенские святители.